# ضرر إعادة التروية
ضرر إعادة التروية (بالإنجليزية: Reperfusion injury)‏ هو الضرر الذي يلحق بالأنسجة، والذي يحدث عندما يعود تدفق الدم إلى الأنسجة بعد فترة من نقص التروية أو نقص التأكسج (نقص الأكسجين أو انعدامه). فبغياب الأكسجين والمغذيات من الدم خلال فترة نقص التروية، تنشأ حالة يكون فيها استعادة الدورة الدموية سبب مباشر في الالتهابات والتلف بالأكسدة من خلال الإجهاد التأكسدي بدلا من (أو جنبا إلى جنب مع) استعادة الوظيفة طبيعية.

## الآليات
ترتبط إعادة تروية النسج الإقفارية في أغلب الأحيان مع الإصابة الوعائية المكروية، على وجه التحديد تلك الناجمة عن زيادة نفاذية الشعيرات الدموية والشرينات ما يسبب زيادة في انتشار السوائل وترشيحها عبر النسج. يزداد إنتاج الخلايا البطانية النشطة لمركبات الأكسجين التفاعلية بعد حدوث إعادة التروية، لكن يقل إنتاجها لأحادي أكسيد النيتروجين، إذ يتسبب خلل التوازن هذا في تحريض استجابة التهابية تالية. تُعتبر الاستجابة الالتهابية مسؤولة جزئيًا عن التلف الناجم عن إصابة إعادة التروية. تحرر خلايا الدم البيضاء، التي يحملها الدم العائد إلى المنطقة المصابة، مضيفًا من العوامل الالتهابية مثل الإنترلوكينات بالإضافة إلى عدد من الجذور الحرة استجابة للتلف النسيجي. يعمل التدفق الدموي العائد على إعادة تزويد الخلايا بالأكسجين ما يسبب تلف البروتينات الخلوية، والدنا والغشاء البلازمي. يؤدي تلف الغشاء الخلوي بدوره إلى تحرير المزيد من الجذور الحرة. تُعتبر هذه المركبات التفاعلية أيضًا مسؤولة بشكل غير مباشر عن نقل إشارات الأكسدة-اختزال التي تتسبب في تفعيل عملية الاستماتة. قد ترتبط خلايا الدم البيضاء أيضًا مع بطانة الشعيرات الدموية الصغيرة، ما يؤدي إلى تعطيلها وتفاقم الحالة الإقفارية. تتمثل إحدى الفرضيات الأخرى في وجود عدد من كانسات الجذور الحرة بشكل طبيعي في النسج، من أجل تجنب التلف الناجم عن أكسدة المركبات الموجودة طبيعيًا في الدم. يتعرض النسيج الإقفاري لانخفاض في وظيفة هذه الكانسات نتيجة إصابة الخلية. تسبب مركبات الأكسجين الموجودة في الدم تلف النسيج الإقفاري بمجرد عودة التدفق الدموي نتيجة انخفاض وظيفة الكانسات.
تلعب إصابة إعادة التروية دورًا رئيسيًا في الكيمياء الحيوية للإصابة الدماغية ناقصة التأكسج المتطورة بعد السكتة الدماغية. يوجد العديد من عمليات الفشل المشابهة المؤدية إلى فشل الدماغ التالي لانعكاس توقف القلب؛ يخضع التحكم في هذه العمليات للدراسة في الأبحاث الحالية. تُعتبر أيضًا النوبات المتكررة من نقص التروية وإعادة التروية عاملًا مسببًا لتشكيل الجروح المزمنة والفشل في التئامها مثل قرحات الانضغاط وقرحة القدم السكرية. يؤدي الضغط المستمر إلى إعاقة المدد الدموي والتسبب في نقص التروية، ثم يتطور الالتهاب بدوره خلال إعادة التروية. يؤدي تكرار هذه العملية في النهاية إلى تلف النسج بدرجة كافية لتطور الجرح.
يرجع السبب الرئيسي الكامن خلف المرحلة الحادة لإصابة إعادة التروية الإقفارية إلى حرمان الأكسجين، بالتالي توقف المتقدرات عن توليد «إيه تي بّي» (وحدة الطاقة الخلوية) عبر عملية الفسفرة التأكسدية. يحدث التلف النسيجي نتيجة عجز الطاقة العام خلال نقص التروية ثم تتبعه عملية إعادة التروية (زيادة مستويات الأكسجين) عند تحسن الإصابة. يُعتقد أن المركب الميتوكوندري I من الأنزيمات الأكثر تأثرًا بنقص التروية / إعادة التروية النسيجية، لكن تختلف الآلية المسببة للتلف باختلاف النسيج. على سبيل المثال، يتوسط التعطيل القائم على عملية الأكسدة-اختزال للمعقد I إصابة نقص التروية / إعادة التروية في الدماغ. ثبت أيضًا خسارة المعقد الميتوكوندري I لعامله المرافق الطبيعي أحادي نوكليوتيد الفلافين (إف إم إن) ومن ثم تعطيله نتيجة افتقار الأكسجين. يحفز الإنزيم عند وجود الأكسجين تفاعلًا فيزيولوجيًا لأكسدة «إن إيه دي إتش» من خلال الأوبيكينون، معطيًا الإلكترونات في نفس مسار السلسة التنفسية (المعقدان III وIV). يؤدي نقص التروية إلى زيادة كبيرة في مستويات السكسينات. يتحفز نقل الإلكترونات العكسي عند وجود متقدرات السكسينات ليتوجه جزء من هذه الإلكترونات بشكل معاكس من السكسينات إلى «إف إم إن» للمعقد I. يؤدي نقل الإلكترونات العكسي إلى انخفاض «إف إم إن» للمعقد I، وارتفاع توليد «آر أو إس» وفي النهاية خسارة العامل المرافق المنخفض (إف إم إن إتش2) وتعطيل إنتاج الطاقة في المتقدرات. قد تزداد الخسارة في «إف إم إن» الناجمة عن إصابة المعقد I و I/آر في حال إعطاء مركب «إف إم إن» الطليعي، الريبوفلافين.
في نقص التروية المديد (60 دقيقة أو أكثر)، يتشكل الهيبوزانتين كناتج التفكك لاستقلاب «إيه تي بّي». يعمل إنزيم الزانتين ديهيدروغيناز بشكل معاكس، أي بشكل مماثل للزانتين أوكسيداز، نتيجة زيادة توفر الأكسجين. تؤدي الأكسدة إلى تحول الأكسجين الجزيئي مكونًا فوق الأكسيد شديد التفاعل وجذور الهيدروكسيل. ينتج الزانتين أوكسيداز أيضًا حمض البول، الذي يعمل كمحفز للأكسدة وكإحدى كانسات المركبات التفاعلية مثل البيرأوكسينايتريت. يتفاعل أحادي أكسيد النتروجين المفرط الناتج في عملية إعادة التروية مع فوق الأكسيد منتجًا المركبات التفاعلية البيرأوكسينايتريت. تهاجم الجذور ومركبات الأكسجين التفاعلية هذه الليبيدات، والبروتينات والغلوكوز أمينوغليكان للغشاء الخلوي، ما يسبب مزيدًا من التلف. قد تحرض أيضًا بدء عدد من العمليات الحيوية المحددة من خلال نقل إشارات الأكسدة-اختزال.
قد تسبب إعادة التروية فرط بوتاسيوم الدم.
تمثل إصابة إعادة التروية مصدر قلق أساسي في جراحة زراعة الكبد.